# Kapedunum
Municipium Kapedunum, manji grad na mestu današnjeg Užica u doba Rimljana,  imao je važnu ulogu rimskoj provinciji Dalmaciji.
Nije još naučno dokazano da li su ga osnovali Skordisci, antičko pleme, poreklom Kelti, Tračani ili Iliri, koje je naseljavalo ove prostore još od 3. veka p.n.e.
Naziv mesta potkrepljuje tvrdnje da je naselje svakako postojalo pre dolaska Rimljana na ove prostore.